# Giacomo Bonaventura
Giacomo Bonaventura (San Severino Marche, 1989. augusztus 22. –) olasz labdarúgó, az es-Sabáb középpályása.

## Sikerei, díjai
- Atalanta
  - Serie B: 2010-11

- AC Milan
  - Olasz szuperkupa: 2016